# Femore (ragno)

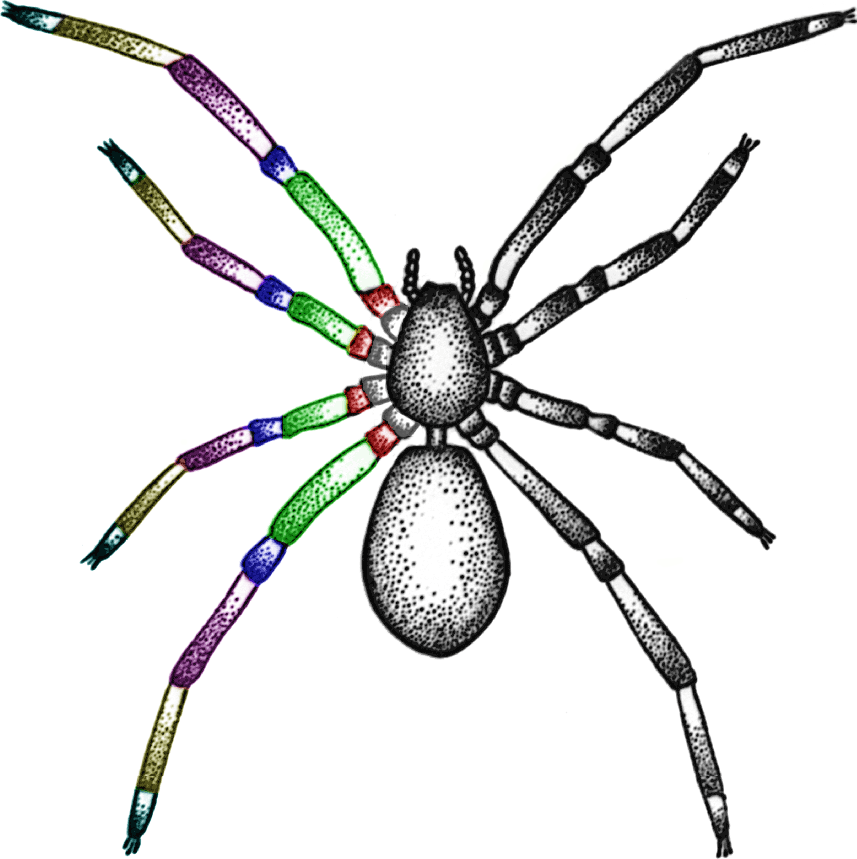
In questo schema si distinguono i segmenti o articoli che formano le zampe dei ragni attraverso colori diversi:
coxa = grigio
trocantere = rosso
femore = verde
patella = blu
tibia = viola
metatarso = giallo
tarso = celeste

Il femore di un ragno è il terzo segmento o articolo della zampa che pone in connessione il trocantere con la patella, rispettivamente secondo e quarto segmento della zampa in ordine distale dal corpo.

## Etimologia
La parola femore deriva dal latina femur, femoris, che significa coscia e, in senso esteso, indica il principale e più robusto segmento della zampa o gamba di un animale. Il termine deriverebbe a sua volta dalla radice sanscrita dha, dal significato di porre, stabilire, stessa radice arcaica da cui deriverebbero anche i termini addome e famiglia.

## Morfologia
Il femore ha forma cilindrica, affusolata, in varie specie di ragni è il segmento di lunghezza maggiore: trattandosi del segmento di contatto fra trocantere e patella, è collegato ad essi con vari muscoli, fra cui i principali sono:
1. Muscolo gracilis
2. Muscolo flexor femoris bilobatus,
3. Muscolo flexor femoris bilobatus and dubius,
4. Muscolo flexor femoris lungus,
5. Muscolo extensor femoris posticus, tutti articolati con il trocantere;
6. Muscolo flexor patellae bilobatus,
7. Muscolo flexor patellae major, (vista anteriore)
8. Muscolo flexor patellae minor, (vista posteriore)
9. Muscolo flexor patellae lungus, tutti articolati con la patella;
10. Muscolo extensor femoris proximalis,
11. Muscolo flexor patellae robustus, questi ultimi due si distendono per tutta la lunghezza del femore.[3].